# Le Housseau-Brétignolles
Le Housseau-Brétignolles – miejscowość i gmina we Francji, w regionie Kraj Loary, w departamencie Mayenne.
Według danych na rok 1990 gminę zamieszkiwały 202 osoby, a gęstość zaludnienia wynosiła 22 osób/km² (wśród 1504 gmin Kraju Loary Le Housseau-Brétignolles plasuje się na 1053. miejscu pod względem liczby ludności, natomiast pod względem powierzchni na miejscu 1040.).